# Jan Goedeljee
Jan Goedeljee (Leiden, 24 augustus 1824 - aldaar, 16 oktober 1905) was een Nederlands fotograaf en de eigenaar van Leidse fotostudio Jan Goedeljee & Zn. (ook J. Goedeljee & Zn. genoemd) aan het eind van de 19e eeuw. Goedeljee heeft als fotograaf te Leiden en omgeving veel foto's van gebouwen, landschappen, hoogwaardigheidsbekleders en gewone mensen gemaakt. Zijn zoon Johannes Goedeljee was eveneens fotograaf en tevens compagnon.

## Geschiedenis
Aanvankelijk was Goedeljee net als zijn vader boekbinder, maar in 1865 laat hij daarnaast vermelden dat hij fotograaf is; in 1881 wordt "boekbinder" weggelaten. Ook was hij een tijd lang begrafenisondernemer. In 1866 verschijnt van zijn hand het boek Photographische Gezichten in 's Rijks Akademietuin te Leiden, met twaalf foto's. 
Fotografie was een praktische mogelijkheid geworden vanaf 1839, toen Louis Daguerre een soort ontwikkelingsproces had bedacht, waardoor de belichtingstijd veel korter kon zijn. Een bekende stad- tijd- en vakgenoot van Goedeljee was Israël Kiek. Goedeljee maakte ook portretten van de hoogleraren, van prins Alexander en van particulieren. Hij gaat zich Hoffotograaf noemen. In 1879 trekt Goedeljee bij zijn zoon in; ze richten het bedrijf "J. Goedeljee en Zn" op. In 1884 geeft de firma Goedeljee een Catalogus van Land-, stad- en zeegezichten uit, met 550 nummers en titels van foto's die op deze manier gekocht konden worden.
In 1905 overlijdt Jan Goedeljee. Mede doordat er in Leiden veel fotostudio's bijgekomen zijn, (in 1910 zijn het er 12), gaat het bedrijf in 1910 failliet.
In 1915 wordt vermeld dat zijn zoon Johannes Goedeljee als fotograaf aan de Universiteitsbibliotheek verbonden is. In 1921 overlijdt ook hij.

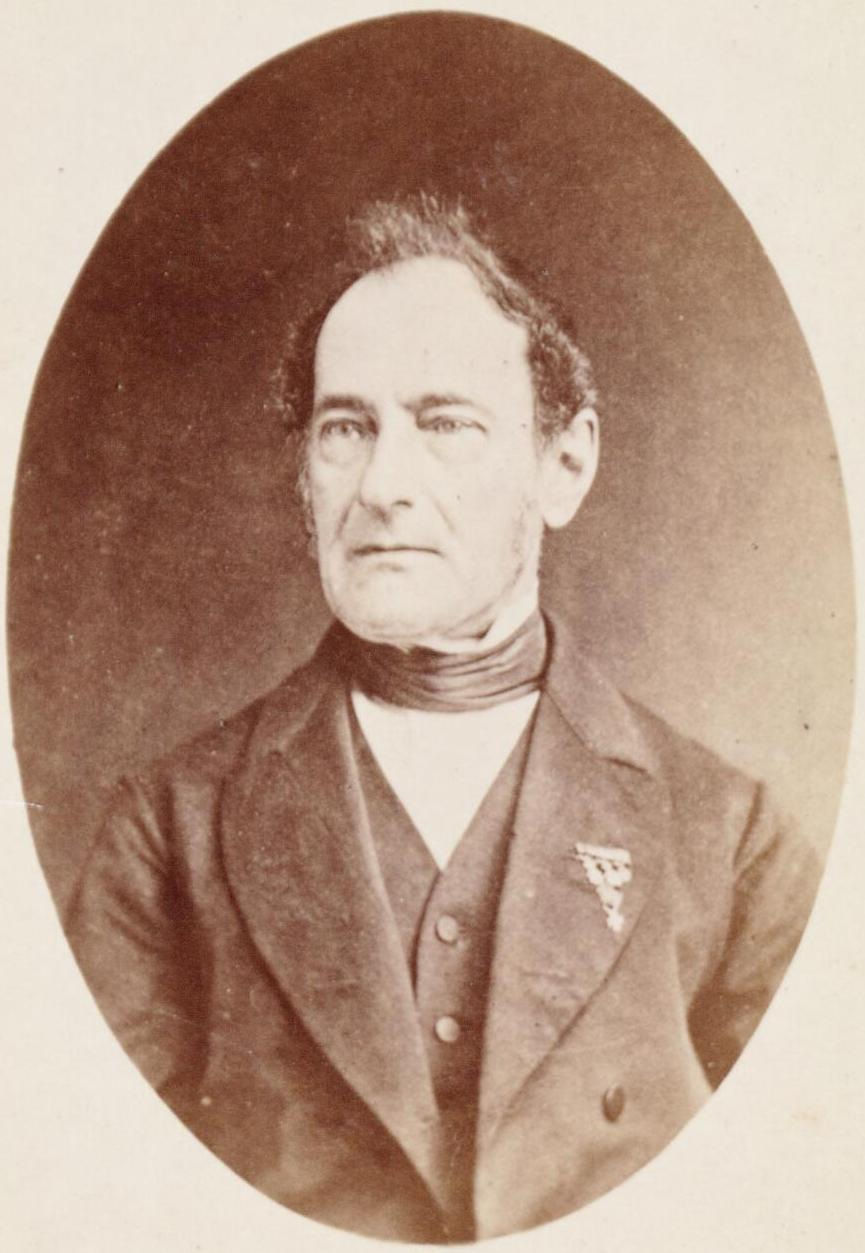
Prof Rutgers van der Loeff, 1880
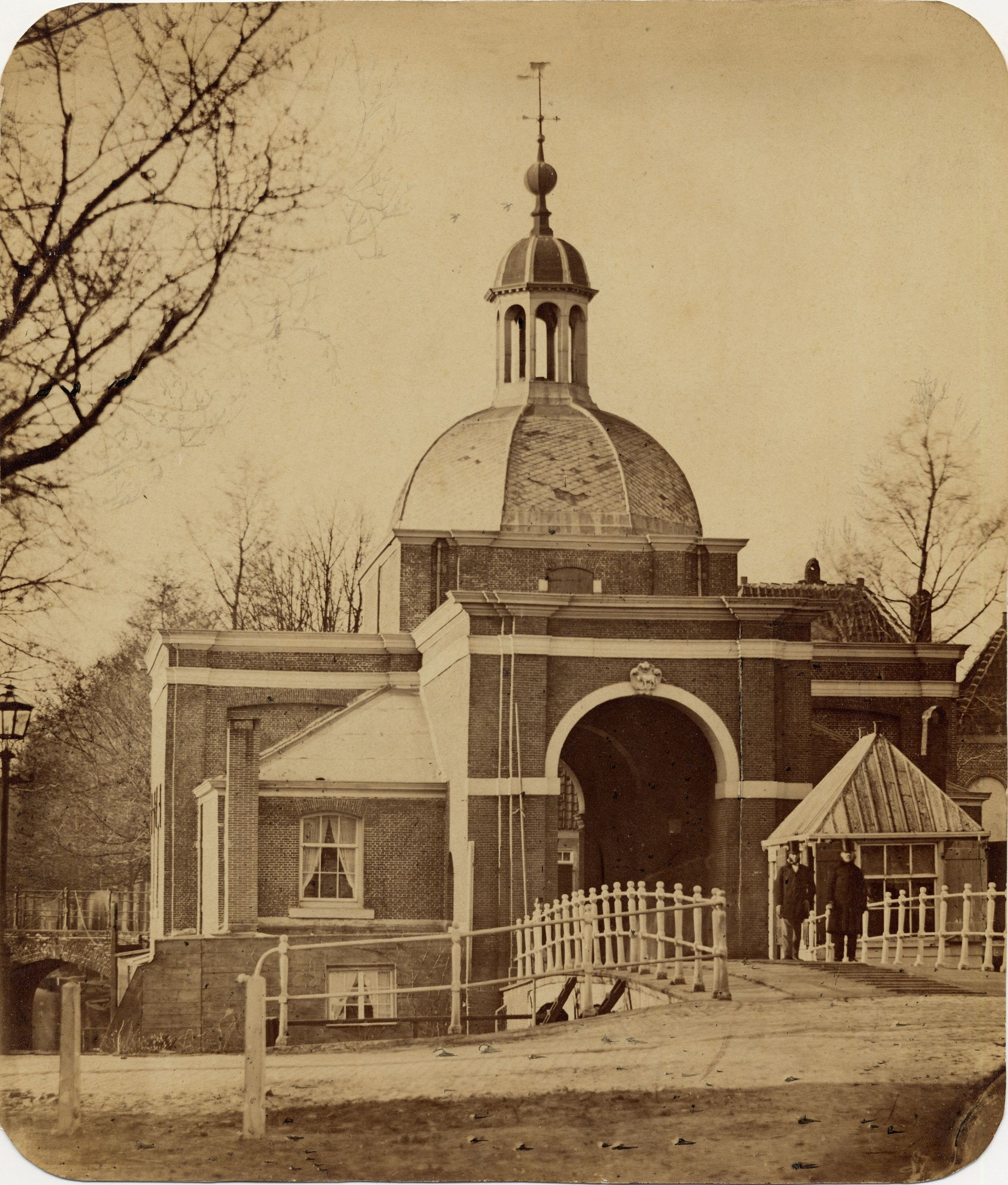
Koepoort Leiden, 1863
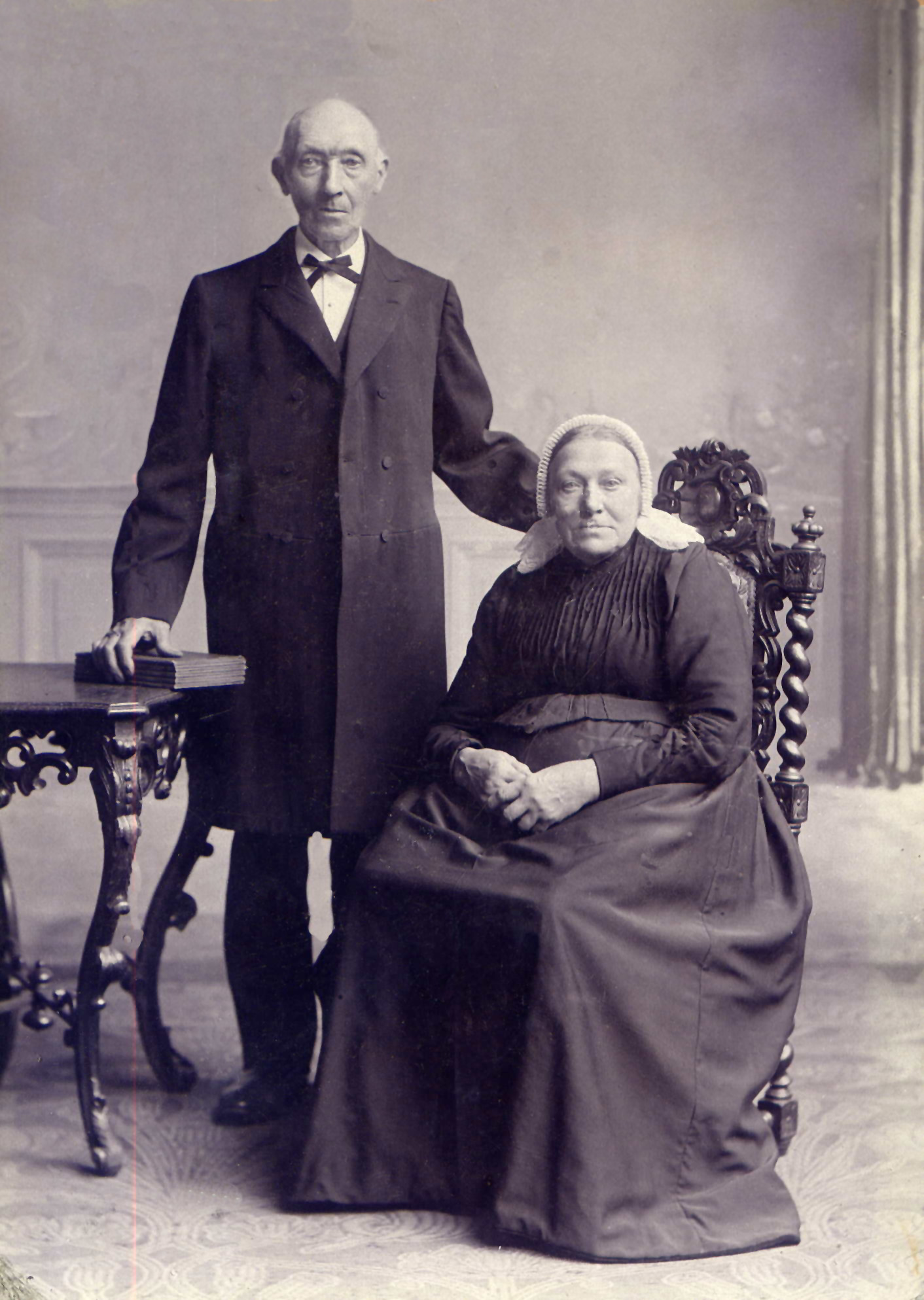
Foto rond 1900 door "J. Goedeljee hoffotograaf"
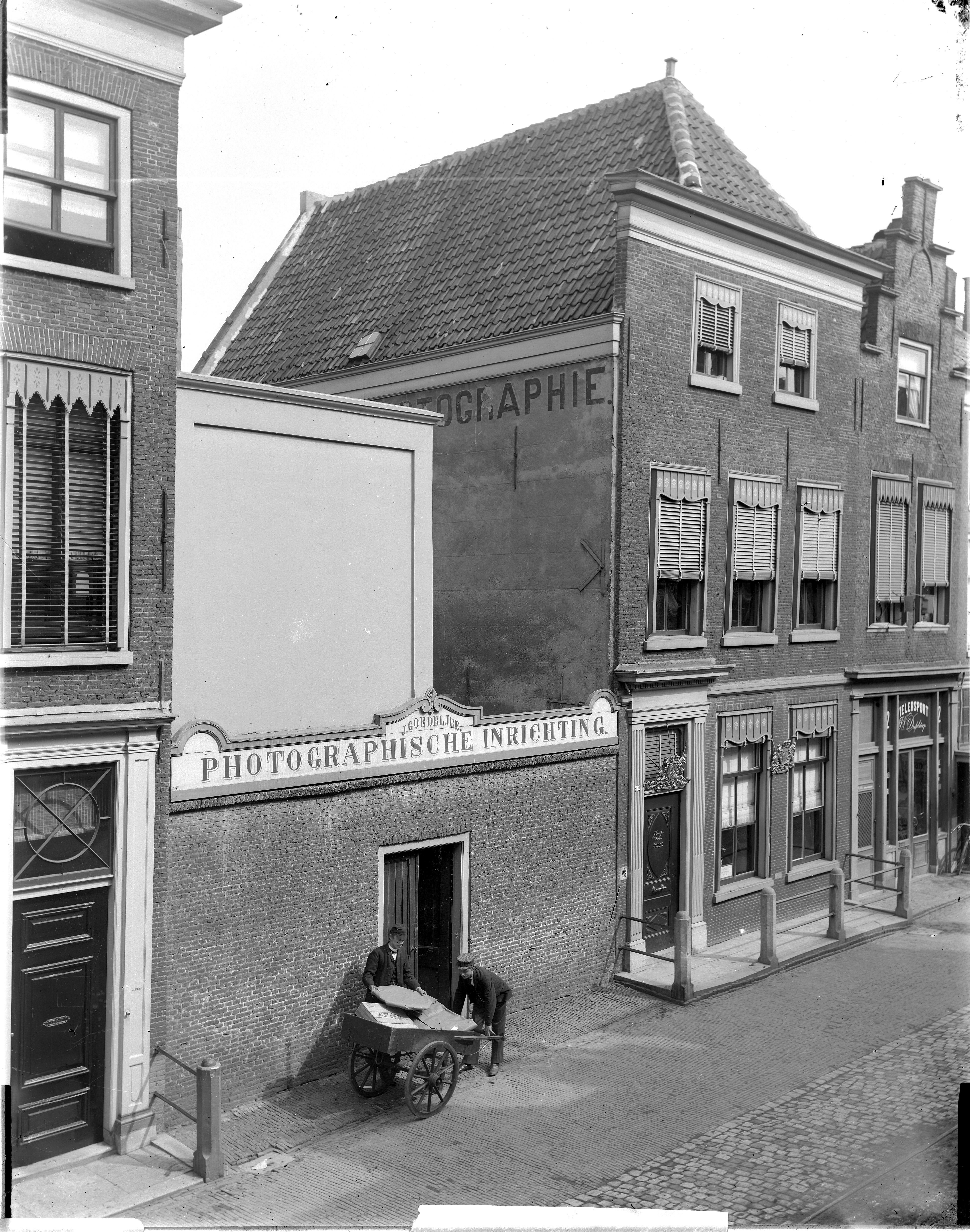
Gezicht op het fotoatelier van Goedeljee aan de Hogewoerd nrs. 160-162a met rechts het huis en links een muur met ingang (glasnegatief, gemaakt door Goedeljee, ca. 1900)